# Ніжна посмішка
«Ніжна посмішка» (англ. Smilin' Through) — американська драма режисера Сідні Франкліна 1922 року.

## У ролях
- Норма Толмадж — Муньєн
- Віндем Стендінг — Джон Картерет
- Гаррісон Форд — Кеннет Вейн / Єремія Вейн
- Алек Б. Френсіс — доктор Овен
- Гленн Гантер — Віллі Ейнслі
- Грейс Грісволд — Еллен
- Міріам Баттіста — Маленька Мері, сестра Муньєн
- Джин Локгарт — сільський ректор